# Загальноосвітня школа № 7 (Добропілля)
Загальноосвітня школа № 7 — навчальний заклад міста Добропілля.

## Історія
У 1962 р. у мікрорайоні Південному завершили будівництво типової двоповерхової школи № 7 на 520 місць, яка в роки радянської влади була однією з найкращих у місті. Школа приймала 1320 учнів і працювала в дві зміни. Першим директором школи стала М. І. Іваненко і очолювала її 1962—1965.
В наступні роки директором школи були:
- М. М. Леута (1966—1976)
- А.І Ворона (1976—2000)
- О.В Гетьман (2000—2001)
- І. П. Прокопенко (2001—2003).

З 2003 р. школу очолює Т. В. Ясинська.

## Відомі випускники
- В. Ф. Приходченко — доктор наук.
- Р. О. Посудієвський — доктор наук.
- В. Г. Литвинов — Герой України бригадир прохідників шахти «Добропільська».
- В. Могильний — майстер спорту з спортивної гімнастики, чемпіон Європи, світу і Олімпійських ігор.
- 9 кандидатів наук
- 25 учителів
- 9 лікарів
- 7 успішних підприємців
- 3 фінансисти
- 3 працівники правоохоронних органів